# Das Exil und das Reich
Das Exil und das Reich (französisch L’Exil et le royaume) ist eine 1957 veröffentlichte Novellensammlung des französischen Schriftstellers und Philosophen Albert Camus.

## Entstehung
Seit 1952 arbeitete Albert Camus an den Vorlagen einiger Novellen, die er unter dem Titel Novellen des Exils veröffentlichen wollte. Auch Der Fall sollte in dieser Sammlung erscheinen, wurde jedoch umfangreicher und daher gesondert veröffentlicht.
1957 wurde die Gesamtfassung abgeschlossen und erhielt den Namen L’Exil et le royaume. In diesem Werk fand man jedoch nicht den eindeutigen Moralisten, der seine Botschaft in epischen Erzählungen verdeutlicht, vielmehr stellte Camus seine Thesen zur Daseinsbewältigung in alltäglichen Situationen dar. Das Werk gliedert sich somit ein in Camus existentialistische Philosophie, die er in Richtung einer Philosophie des Absurden wendet.
„Es wird eines Tages nichts mehr zur Bewunderung hinreißen, alles ist bekannt, alles Leben vergeht in Wiederholung. Es ist die Zeit des Exils, des dürren Lebens, der toten Seele“, kommentiert Albert Camus im Jahre 1953 seine Arbeit.

## Inhalt
Die Sammlung umfasst sechs Kurzerzählungen: Die Ehebrecherin, Der Abtrünnige oder ein verwirrter Geist, Die Stummen, Der Gast, Jonas oder der Künstler bei der Arbeit und Der treibende Stein.
Camus selbst beschreibt im Vorwort seiner Sammlung im Hinblick auf ihren Titel das verbindende Element der Kurzgeschichten wie folgt: „Ein einziges Thema, [...] das des Exils, ist hier sechsmal auf verschiedene Weise behandelt worden, vom inneren Monolog, bis zur realistischen Erzählung. [...] Was das Reich angeht, von dem auch im Titel gesprochen wird, so fällt es zusammen mit einem gewissen, freien und nackten Leben, das wir wiederfinden müssen, um endlich neugeboren zu werden. Das Exil weist uns auf seine Weise die Wege dahin – unter der einen Bedingung, dass wir dabei sowohl Knechtschaft als auch Besitzergreifung abzulehnen vermögen.“
Mit dem „Exil“ ist also die Gefangenschaft des Menschen in einer falschen und beengenden Umgebung gemeint, in einer Gesellschaft mit ihren Konventionen und Normen. Das „Reich“ stellt demgegenüber den Zustand der Zufriedenheit in Freiheit und Erkenntnis dar. Das wilde, unbekannte und überwältigende Land mit seinen geheimnisvollen Bewohnern zeigt den Helden einiger Novellen ein besseres, wahrhaftigeres Leben und bewirkt so einen radikalen Umbruch, der ihnen neue Horizonte eröffnet.

### Die Ehebrecherin
Janine begleitet ihren geschäftstüchtigen Mann auf eine Dienstreise durch Algerien. In lockerer Gedanken- und Beschreibungsfolge wird ihre Lebenssituation beschrieben: verheiratet mit einem Mann, der sich gerade anbot, aber sie nicht liebte, jedoch ihr das Gefühl gab, gebraucht zu werden.
Trotz aller Bemühungen von Janines Mann bleibt die Geschäftsreise erfolglos. In einer kalten Wüstennacht besucht sie die Ruine eines verlassenen Forts, das auf einem nahegelegenen Hügel liegt, und erfährt eine gleichsam erotische Vereinigung mit der Natur.
Schon diese erste Novelle greift die Gefangenschaft in Normen und Konventionen auf: Die Begegnung mit der Weite der Natur in Gestalt der ursprünglichen Sahara lässt der „Ehebrecherin“ ihre Beziehungsprobleme klar werden: Das abgestandene Klima, der Alltagstrott und der aufgesetzte Umgang werden ihr hier in einer kalten Wüstennacht als Verschleißerscheinung ihrer Ehe bewusst.
Doch diese kurze tiefgehende Verbindung mit dem Reich der Natur trägt nicht auf Dauer und kann Janine nicht helfen, ihr Leben im Exil neu zu ordnen. Dazu ist das eigene Sein im Vergleich zur Natur zu bedeutungslos. So bleibt ihr nichts anderes übrig, als ihren Mann zu besänftigen, der die Tränen nach ihrer Rückkehr bemerkt.

### Der Abtrünnige oder ein verwirrter Geist
Ein katholischer Missionar, der Religion von jeher als Mittel der triumphalen Unterdrückung versteht, will die barbarischen Bewohner der Salzstadt Taghâza bekehren, die das negative, zerstörerische Prinzip verkörpern. Nachdem er von den Herren der Stadt aufgegriffen, eingesperrt und gequält wird, erkennt er die humanistisch-christlichen Prinzipien als stets unerreicht und der Macht des Bösen unterlegen, sodass ihn alle Hoffnung auf deren Verwirklichbarkeit verlässt. Er selbst wird nun zu einem bekennenden fanatischen Anhänger der Barbarei, der Gewalt und Zerstörung. Trotz dieses ideellen Wandels bleibt seine sklavische Unterwerfung unter die eigenen Ideale. Nun sehnt er die Herrschaft des von ihm erhobenen Gesetzes des Antihumanismus herbei und lauert sogar seinem Nachfolger auf, um ihn zu erschießen.
Die Gedanken des wahnsinnig gewordenen Missionars kreisen um die eigene nähere Vergangenheit. Eine Vergangenheit, in der er nicht die „Wilden“ bekehrte, sondern begann, deren Fetisch, den Gott des Leids und der Zerstörung, anzubeten. Er empfindet schließlich das Chaos und den Schmerz als übermächtig und sehnt das Ende der Welt herbei.
Diese zweite Erzählung ist eine Hasstirade auf alles Menschliche in einem Menschen, dem schließlich von seinen neuen Herren das Maul mit Salz gestopft wird. Denn auch für ihn ist letztendlich kein Platz im Universum der Unmenschlichkeit.
Hier wird die extremste Situation des Exils beschrieben, in der es keine Möglichkeit mehr gibt, ins Reich zu gelangen.

### Die Stummen
Diese Novelle beschreibt die Zeit nach dem Streik von Böttchern und deren Scheitern und damit gleichzeitig die inneren und sozialen Konflikte bei veränderten Bedingungen bzw. Umständen und Ansprüchen, den Widerstreit zwischen Mitgefühl, Gruppenzwang und der neuen Lage.
Nach ihrem gescheiterten Streik weigern sich die Arbeiter einer Böttcherei, mit ihrem Chef zu sprechen. Dies ist ein stilles Abkommen zwischen den Geschlagenen, die trotz Brüskierung auf diesen Arbeitsplatz angewiesen sind. Als die Tochter des Chefs erkrankt, scheint eine neue Möglichkeit und sittliche Notwendigkeit der Kommunikation gegeben zu sein. Doch selbst in dieser Situation, der Bedrohung durch Schicksal und Natur, ist der Chef von der ethischen Forderung nach Zusammenhalt, Harmonie und Gemeinschaft ausgeschlossen. Die Böttcher befinden sich im Exil, da der Chef deutlich gemacht hat, dass sie „eigentlich“ nicht mehr gebraucht werden; aber dadurch wurde auch der Chef „des Landes verwiesen“, hat keinen Anspruch mehr auf Teilnahme. Die versöhnlichen Töne des Chefs, bei der er die Situation erklären wollte, werden als „Bluff“ abgetan.
Camus zeigt die Sprachlosigkeit und Beziehungsunfähigkeit des Menschen angesichts gegenläufiger Interessen und der Unvereinbarkeit zwischen Wollen und Können.
In „Die Stummen“ sind die Erfahrungen der sozialen Kämpfe während Camus’ Kindheit eingeflossen.

### Der Gast
Ein gefangener Araber wird dem Lehrer Daru von einem befreundeten Gendarmen überantwortet. Er soll ihn ins nahegelegene Dorf überführen, was Daru verweigert. Der Gendarm reist erbost ab, Daru beherbergt den Araber und steht vor der Wahl, diesen als Verbrecher oder als Menschen zu betrachten. Daru entscheidet sich für Letzteres, nimmt ihm die Fesseln ab und lässt ihm die Möglichkeit zur Flucht, ermuntert in sogar dazu, da er sich in seiner Ruhe gestört fühlt. Der Araber jedoch bleibt. Am nächsten Morgen führt ihn Daru an einen Wegpunkt, an dem sich der Araber selbst entscheiden soll, ob er ins Dorf geht, um sich zu stellen, oder ob er als freier Mensch zu seinen Leuten zurückkehrt. Zu Darus Erstaunen entscheidet er sich für den Weg ins Gefängnis. Als Daru heimkehrt, sieht er die Botschaft „Du hast unseren Bruder ausgeliefert. Das wirst du büßen.“ an die Tafel in seinem Haus geschrieben. Daru befindet sich in seiner geliebten Heimat im sozialen Exil.
Im Lehrer Daru lässt sich Camus selbst erkennen, der während des algerischen Befreiungskrieges mit den Emanzipationsbestrebungen der algerischen Bevölkerung sympathisierte, diese andererseits aber auch kritisierte und stets mit moralischen Appellen die Lage zu beruhigen suchte. Ebenso wie Daru wurde auch Camus für seine Position zwischen den Fronten scharf kritisiert.

### Jonas oder der Künstler bei der Arbeit
Jonas ist ein Mann, dem alles gelingt. Als er eines Tages an die Kunst gerät, wird er schnell berühmt. Doch schon bald wird er, ähnlich dem biblischen Jona von einem Wal, von seinen außerkünstlerischen „Verpflichtungen“ geschluckt. Er verstrickt sich in einen künstlerischen „Betrieb“ und verkauft seine Werke zum festen Stückpreis an einen Händler, der das Anrecht auf alle künftigen Werke erworben hat. Der bürgerliche Kunstbetrieb sterilisiert ihn, sodass er keinen gesellschaftlichen Auftrag mehr hat, den er erfüllen, verfehlen oder verweigern könnte. Er wird schließlich immer eigener und baut sich einen kleinen Verschlag, in den er sich zum Malen zurückzieht. Dort verbringt er immer mehr Zeit und lebt schließlich dort oben. Seine sozialen Kontakte brechen ebenso rasch ab wie sein Ansehen. Als er den Verschlag nach geraumer Zeit wieder verlässt, ist er völlig entkräftet und ausgezehrt; sein „großes Werk“ ist eine weiße Leinwand, auf die er in undeutlichen Buchstaben „solitaire“ (einsam, allein) oder „solidaire“ (gemeinsam) geschrieben hat.
Zuerst wird Jonas von seiner Berühmtheit ins künstlerische, anschließend von seiner Arbeit ins gesellschaftliche Exil getrieben. Sein letztes, „großartiges“ Werk beschreibt die innere Situation des gänzlich verbrauchten Künstlers, der nach der Vollendung seines Lebenswerkes vielleicht ins Reich gelangt sein mag.
Auch hier ist Camus selbst wiederzufinden, der zwischen steigendem Ansehen und wachsender Unsicherheit ob seiner Schreibblockaden schwankte.

### Der treibende Stein
Der französische Ingenieur D’Arrast befindet sich auf dem Weg nach Iguape, wo er einen Staudamm bauen soll, um eine Siedlung vor der Überflutung zu schützen. D’Arrast ist ein Mensch, der auf der Suche nach etwas ist. Das zeigt sich darin, dass er den Umgang mit den gehobenen und wichtigen Persönlichkeiten kurz und sachlich hält, aber immer wieder versucht, in Kontakt mit der einfachen Bevölkerung zu kommen. Doch die Kluft, die seine Persönlichkeit und Stellung mit sich bringen, ist zu groß, sodass er stets besonders behandelt wird und keinen Zugang zur normalen Bevölkerung erhält.
Eines Tages macht er die Bekanntschaft eines Schiffskochs, der sich nach dem Untergang seines Schiffes an Land retten konnte und nun zum Dank dafür bei einer Bußprozession zum Lobe Gottes einen mächtigen Stein zur Kirche tragen will. Er erbittet D’Arrasts Beistand, der, unwissend, was gemeint ist, zusagt. Am Tag der Prozession schaut er jedoch vom Balkon eines Stadtbeamten auf die Prozession und den Leidensweg des Seemanns herab. Der Koch bricht kurz vor der Kirche mit dem Stein zusammen und kann ihn nicht weiter tragen. D’Arrast gibt nun seine privilegierte Stellung auf und nimmt den Stein auf sich. Doch statt ihn zur Kirche zu tragen, bringt er ihn in das Haus des Kochs.  Anfangs nicht eingelassen, wird er nun mit den Worten „Setz dich zu uns!“ in den Kreis der Anwesenden gebeten.
D’Arrasts Weg ins Reich vollzieht sich in aufsteigender Linie in seiner Suche nach Geborgenheit und Heimat: Die tätige Anteilnahme ist sein Versuch zur Solidarität, nachdem er nirgends authentisches Leben, Anschluss oder Heimat gefunden hat und sich nun auf diese Weise eingliedern und zugehörig fühlen will. Zunächst unmöglich und nur erreichbar, als die Standesbarrieren durch die heilige Feiertagsprozession aufgehoben werden und D’Arrast als gewöhnlicher Mensch in Erscheinung treten kann – als ganzer Mensch. Diese Tat führt D’Arrast ins Reich, da er Anteil am absurden Schicksal aller Menschen nimmt und somit ein starkes Bekenntnis zur menschlichen Gemeinschaft abgibt.

## Ausgaben
- L’Exil et le royaume. Paris, Gallimard, 1957.
- Das Exil und das Reich, aus dem Französischen von Guido G. Meister, Hamburg, Rowohlt, 1958.